# دانشگاه ویلینگ
دانشگاه ویلینگ (WU، سابقاً دانشگاه یسوعی ویلینگ) یک دانشگاه خصوصی کاتولیک رومی در ویلینگ، ویرجینیای غربی است. این کالج به عنوان کالج ویلینگ در سال 1954 توسط انجمن عیسی (همچنین به عنوان یسوعیت‌ها شناخته می‌شود) تأسیس شد و تا سال 2019 مؤسسه یسوعی بود. دانشگاه ویلینگ در بخش دوم اتحادیه ملی ورزش دانشگاهی به عنوان عضوی از کنفرانس کوهستان شرق رقابت می‌کند.

## تاریخچه
ریچارد ویلان، اسقف ویلینگ، در قرن نوزدهم با انجمن عیسی لابی کرد تا دانشگاهی را در این شهر در حال رشد تأسیس کند. بیش از یک قرن بعد پس از اینکه سارا تریسی املاک خود را به اسقف نشین برای ساخت دانشگاه واگذار کرد. این آرزوی ویلان محقق شد.
کالج ویلینگ از طریق مشارکت اسقف نشین ویلینگ-چارلستون با استان مریلند از انجمن مسیح تأسیس شد. زمین در ۲۴ نوامبر ۱۹۵۳ واگذار شد و کالج رسماً در ۲۵ سپتامبر ۱۹۵۴ تأسیس و در ۲۶ سپتامبر ۱۹۵۵ به روی دانش آموزان افتتاح شد. تأسیس این کالج به ۲٫۷۵ میلیون دلار هزینه راه اندازی نیاز داشت.
برای سال تحصیلی ۱۹۸۷–۱۹۸۸، این دانشگاه به کالج ویلینگ یسوعی تبدیل شد و در جولای ۱۹۹۶، وضعیت دانشگاه را به دست آورد. در مارس ۲۰۲۱، کمیسیون آموزش عالی، این دانشگاه را به دلیل عدم رعایت چندین معیار اعتباربخشی به صورت آزمایشی برگرداند.

## روسای دانشگاه
- خیلی کشیش لارنس آر. مک هیو، اس جی، ۱۹۵۴–۱۹۵۹
- کشیش ویلیام اف. تروی، اس جی، ۱۹۵۹–۱۹۶۶
- کشیش فرانک آر هیگ، اس جی، 1966-1972[۹]
- کشیش Charles L. Currie Jr. , SJ, 1972-1982
- کشیش توماس اس. آکر، اس جی، 1982-2000[۱۰][۱۱]
- کشیش جورج اف. لوندی، اس جی، ۲۰۰۰–۲۰۰۳
- کشیش جوزف آر. هاکالا، اس جی، ۲۰۰۳–۲۰۰۶
- جیمز اف. بیرج، دکتری. (موقت)، 2006-2007[۱۲]
- کشیش جولیو جولیتی، اس جی، 2007–2009[۱۳][۱۴]
- جی دیویت مک‌آتیر (بازیگر)، 2009–2010[۱۴]
- پدر فرانسیس ماری تریلکیل (موقت)، 2010[۱۴][۱۵]
- ریچارد ای. بیر، ۲۰۱۱–۲۰۱۳
- کشیش جیمز جی فلمینگ، اس جی، 2013–2017[۱۶]
- دبرا ام. تاونزلی، دکتری، ۲۰۱۷–۲۰۱۸
- مارک فیلیپس، موقت، تابستان ۲۰۱۸
- مایکل پی میهالیو، جونیور، DMA، ۲۰۱۸–۲۰۱۹
- جینی آر. فاوید، ۲۰۱۹–اکنون